# Marco Crespi
Marco Crespi, né le 2 juin 1962 à Varèse en Italie, est un entraîneur italien de basket-ball.

## Biographie
En août 2014, Sergio Scariolo quitte le poste d'entraîneur du Laboral Kutxa Vitoria et est remplacé par Marco Crespi mais en novembre, Crespi est limogé et remplacé par Ibon Navarro.

## Palmarès
- Vainqueur de la supercoupe d'Italie 2013
- Champion de seconde division d'Italie : 2001, 2011